# Жугестрень
Жугестрень, Жугестрені (рум. Jugăstreni) — село у повіті Марамуреш в Румунії. Входить до складу комуни Віма-Міке.
Село розташоване на відстані 378 км на північний захід від Бухареста, 30 км на південь від Бая-Маре, 68 км на північ від Клуж-Напоки.

## Населення
За даними перепису населення 2002 року у селі проживали 59 осіб, усі — румуни. Усі жителі села рідною мовою назвали румунську.